# وزیر اعظم پراک
وزیر اعظم پراک (انگلیسی: First Minister of Perak) (به مالایی: Menteri Besar of Perak) رئیس دولت در ایالت پراک کشور مالزی است. طبق عهدنامه، مقام وزیر اعظم به رهبر حزب اکثریت یا بزرگ‌ترین حزب ائتلافی مجلس قانونگذاری ایالتی پراک تعلق می‌گیرد. وزیر اعظم کنونی پراک، سارانی محمد می‌باشد که از روز ۱۰ دسامبر ۲۰۲۰، به خدمت مشغول است.